# كارل كوهن
كارل كوهن (بالإنجليزية: Carl Cohen)‏ هو فيلسوف أمريكي، ولد في 30 أبريل 1931.